# Parimameer

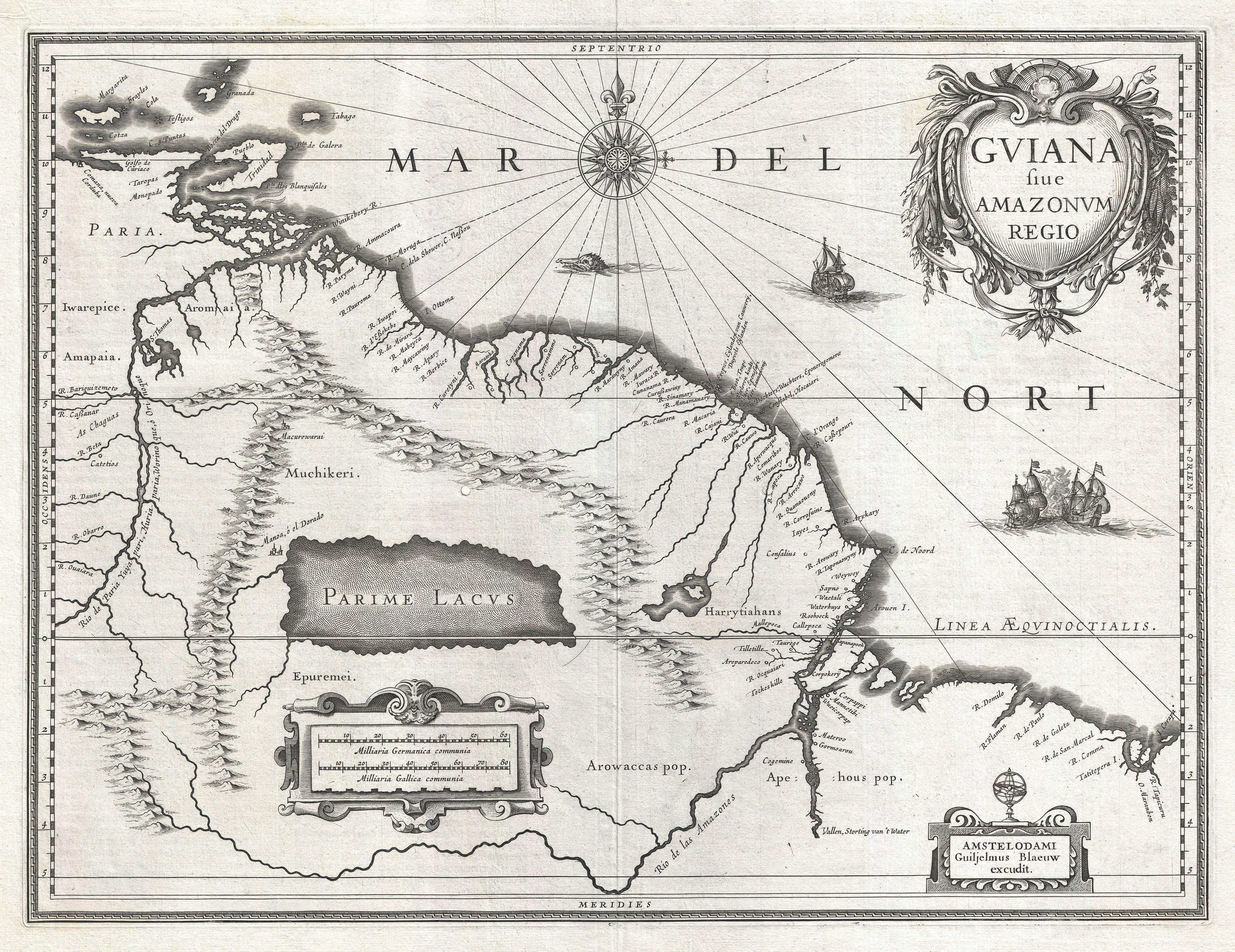
Kaart van Guiana met het veronderstelde Parimameer en El Dorado (Willem Blaeu, 1635)

Het Parimameer is een legendarisch meer in  Guyana, Zuid-Amerika en wordt geassocieerd met de legendarische stad El Dorado. 
Pogingen om het meer te vinden hebben geen bewijs opgeleverd van zijn bestaan, en het is daarom als een mythe afgedaan. De zoektocht naar het Parimameer heeft wel bewerkstelligd dat rivieren en andere kenmerken van Zuid-Venezuela, Noord-Brazilië en Zuidwest-Guyana in kaart werden gebracht, maar het bestaan van het meer werd in het begin van de 19e eeuw definitief weerlegd.